# Aghulische Sprache
Aghulisch (auch Agulisch, Eigenbezeichnung: aġul č′al) gehört zur lesgischen Gruppe der nordostkaukasischen (nach-dagestanischen) Sprachfamilie und wird in der autonomen Republik Dagestan (Russische Föderation) von über 17.000 Menschen gesprochen.
Es zerfällt in zwei Dialekte: Koschanisch und das eigentliche Aghulisch.
1990 wurde eine Schriftsprache auf Grundlage des kyrillischen Alphabets eingeführt. Zuvor dienten nur Lesgisch und Russisch als Sprachen für den Schriftverkehr.

## Sprachliche Charakteristika

Aghulisch (Nr. 6) im Umfeld der Nordostkaukasischen Sprachfamilie

Im Aghulischen gibt es u. a. die „Umlaute“ ä, ö und ü sowie pharyngalisierte Varianten der Vokale a und u. Die Konsonanten des Aghulischen lassen sich in stimmhafte, aspirierte, geminierte und ejektive einteilen. Mit 73 Konsonanten verfügt Aghulisch über die meisten Konsonanten aller nordostkaukasischen Sprachen.
Es verfügt über 28 Kasus, darunter der Ergativ sowie 24 Lokative.
Am Verb werden weder Person, Numerus noch Klasse bezeichnet, die Sprache verwendet jedoch Präverbien.